# Développement et Paix
 (mai 2009).
Si vous disposez d'ouvrages ou d'articles de référence ou si vous connaissez des sites web de qualité traitant du thème abordé ici, merci de compléter l'article en donnant les références utiles à sa vérifiabilité et en les liant à la section « Notes et références ».
Développement et Paix, ou l'Organisation catholique canadienne pour le développement et la paix, est l'agence officielle de développement international de l'Église catholique au Canada.
Elle est membre de Caritas Internationalis et de la Coopération internationale pour le développement et la solidarité (CIDSE). Son partenaire œcuménique canadien est Kairos.
Cet organisme a été fondé en 1967. Sa création est inspirée de l'encyclique Populorum Progressio de Paul VI qui annonçait la même année que « Développement est le nouveau nom pour la Paix ». Depuis, il a soutenu 13 900 projets locaux, contribuant une somme de 441 millions de dollars. Son budget annuel est de 26,8 millions de dollars et il soutient actuellement 348 projets internationaux. 46 % des fonds vont en Amérique du Sud, 36 % en Afrique et 16 % en Asie. Il collabore avec l'agence canadienne de développement international.

## But
Sa vision du développement consiste à soutenir des partenaires locaux dans leurs propres démarches plutôt que de déterminer de l'extérieur les priorités, mais ne se limite pas à la simple croissance économique. : le développement doit développer l'homme et tout l'homme. L'humanisme chrétien est un humanisme transcendant car le Christ est le véritable « homme nouveau »[réf. nécessaire]

## Les acteurs
Développement et Paix est réuni autour de groupes locaux et de conseils diocésains qui se rassemblent en assemblées régionales et en assemblée d'orientation. Sur le plan national, l'organisme a un conseil et un comité exécutif qui veillent aux décisions et au budget. D'autres comités s'occupent de l'éducation et de la collecte de fonds, ou encore des jeunes, de la théologie et de la diversité.

## Mode de financement et actions
Les dons à Développement et Paix sont recueillis directement dans les paroisses. Ils peuvent aussi être faits directement à l'organisme. Une récolte paroissiale en janvier 2005 a recueilli 12 millions de dollars (M$).
Le pays qui reçoit le plus d'aide de Développement et Paix est le Brésil (3,8 M$). En Afrique, c'est le Nigéria. L'agence encourage les femmes à prendre une place importante dans leurs communautés locales. Elle revendique aussi les droits des autochtones et des paysans sans terre. En Colombie, les priorités de l'organisation sont d'améliorer les droits démocratiques, de défendre les autochtones et d'aider à résoudre le conflit armé.
L'appui à la société civile en territoire sud-américain a permis de renforcer la position du CLOC, un mouvement paysan. Développement et Paix est en partenariat avec de nombreuses organismes non-gouvernementaux régionaux qui œuvrent pour les droits juridiques et économiques des plus démunis.
L'aide humanitaire accordée lors des événements qui ont suivi le Tremblement de terre du 26 décembre 2004 en Indonésie totalise 1,4 M$. Développement et Paix s'est joint à un effort de reconstruction en Aceh d'une valeur de 25 M$, qui consiste à bâtir plus de 3 000 maisons.
Avec son programme outre-mer, Développement et Paix permet à des jeunes Canadiens, catholiques ou non, de s'expatrier dans des pays comme le Sénégal, le Pérou et le Madagascar. Les bénévoles apprennent beaucoup sur les modes de vie étrangers.
En 2004-2005, avec l'Assemblée des évêques du Québec et la conférence des évêques catholiques du Canada, Développement et Paix a lancé une campagne pour faire reconnaître le droit à l'eau. Il a appuyé le projet onusien de médicaments à bas prix contre le VIH/SIDA et il a appelé Paul Martin à un ralliement pour mettre fin aux crimes dans le Darfour.

## Controverses
En 2011 une première crise secoue le mouvement lorsque l'archevêque d'Ottawa, Mgr Terrence Prendergast, incite le personnel qui n'y suivrait pas strictement l'enseignement de l'Église sur «la vie» à «s'en aller œuvrer ailleurs» à la suite d'affirmations laissant entendre que Développement et paix soutenait des organisations identifiées comme Pro-Choix qui lui valent de risquer un boycottage dans quelques diocèses, dont celui de Mgr Prendergast. Néanmoins une mission d'évêques avait déjà fait enquête, sans trouver de fondement aux allégations selon lesquelles D&P subventionne des groupes «pro-choix».
En 2012 une crise secoue l'organisation alors que la campagne annuelle de souscription oppose le personnel de Développement et paix à la Conférence des Évêques Catholiques du Canada (CECC) qui finance celle-ci. Le différend porte sur le thème et l'angle de la campagne, visant à interpeller le gouvernement Harper sur le comportement des minières canadiennes à l'étranger. Bien que théoriquement indépendant et libre de fixer ses objectifs, Développement et paix accepter de changer son matériel de campagne. Le différend laissera des séquelles, sous la forme d'un communiqué du conseil diocésain de Développement et paix dénonçant les « modifications » et l’intervention de la CECC, de départ importants au sein de Développement et paix et même de la création d'un blogue en soutien à l'organisme.

## Autres
Les bureaux de Développement et Paix sont situés sur le boulevard René-Lévesque, à Montréal.